# Célestine Rabourdin
Célestine Rabourdin, nascida Célestine Leprince em 1976, é um personagem fictício da Comédia Humana de Honoré de Balzac. É mencionada em vários romances sem que ela apareça realmente. É presente sobretudo em Les Employés ou la Femme supérieure, L'Interdiction e César Birotteau. Mas seu salão é mencionado em quase todas as obras da Comédia.
É uma mulher muito bela, boa musicista, instruída em ciências e letras. Foi casada por seu pai (tornado viúvo) com a idade de dezessete anos, com Xavier Rabourdin, um empregado de seção pública que deseja ser promovido. Apesar da modéstia de sua condição social, Célestine consegue reunir um salão e mesmo brilhar em um certo meio intelectual parisiense.
As quartas-feiras de Célestine Rabourdin são o lugar de encontro de um grande número de personagens da Comédia.
Horace Bianchon a considera com benevolência. Em 1824, tem uma certa notoriedade que lhe permite rivalizar com Madame Colleville em Les Employés. É alcunhada de La Célimène de la rue Duphot por ela, que a detesta por jamais ter frequentado os concertos dos Colleville.
Em 1825, Célestine decide seduzir o conde des Lupeaulx, na esperança de obter uma promoção para seu marido a que ela impõe despezas impensadas.
Mas o conde a despreza e não faz nada para obter o posto de chefe da divisão que Xavier Rabourdin deseja. Rabourdin acaba mesmo demitido, tornando-se sua situação insustentável. O casal encontra-se com dificuldade com uma renda de mal e mal quatro mil libras.
Ainda em 1828, em L'Interdiction, Célestine se beneficia sempre da consideração de Eugène de Rastignac.